# Cryphia mimouna
Cryphia mimouna är en fjärilsart som beskrevs av Charles Oberthür. Cryphia mimouna ingår i släktet Cryphia och familjen nattflyn. Inga underarter finns listade i Catalogue of Life.